# Três Forquilhas
Três Forquilhas är en kommun i Brasilien.   Den ligger i delstaten Rio Grande do Sul, i den södra delen av landet, 1 500 km söder om huvudstaden Brasília. Antalet invånare är 2 912.
I omgivningarna runt Três Forquilhas växer i huvudsak städsegrön lövskog. Runt Três Forquilhas är det glesbefolkat, med 13 invånare per kvadratkilometer.